# Lunde Sogn (Svendborg Kommune)
 For alternative betydninger, se Lunde Sogn. (Se også artikler, som begynder med Lunde Sogn)
Lunde Sogn er et sogn i Svendborg Provsti (Fyens Stift).
I 1800-tallet var Lunde Sogn anneks til Stenstrup Sogn. Begge sogne hørte til Sunds Herred i Svendborg Amt. Stenstrup-Lunde sognekommune blev senere delt, så hvert sogn dannede sin egen sognekommune. Ved kommunalreformen i 1970 blev både Stenstrup og Lunde indlemmet i Egebjerg Kommune, der ved strukturreformen i 2007 indgik i Svendborg Kommune.
I Lunde Sogn ligger Lunde Kirke.
I sognet findes følgende autoriserede stednavne:
- Bobjerg (bebyggelse, ejerlav)
- Bøllemose Huse (bebyggelse)
- Høje (bebyggelse, ejerlav)
- Høje Mark (bebyggelse)
- Højes Dong (bebyggelse)
- Højes Ris (areal, bebyggelse)
- Højslunde (bebyggelse)
- Hønsehave (bebyggelse)
- Langkildegård (ejerlav, landbrugsejendom)
- Lunde (bebyggelse, ejerlav)
- Lundebanken (bebyggelse)
- Vandmose Huse (bebyggelse, ejerlav)